# Liste der Einträge im National Register of Historic Places im Morrow County (Oregon)
Diese Liste der Einträge im National Register of Historic Places im Morrow County enthält alle im Morrow County, Oregon in das National Register of Historic Places eingetragenen Gebäude, Bauwerke, Objekte, Stätten oder historischen Distrikte.
Diese Liste entspricht dem Bearbeitungsstand vom 25. September 2015.

## Derzeitige Einträge
| [ 1 ] | Name                                | Bild                                | Eintragsdatum                 | Lage                                                                                     | Ort      | Beschreibung                              |
| ----- | ----------------------------------- | ----------------------------------- | ----------------------------- | ---------------------------------------------------------------------------------------- | -------- | ----------------------------------------- |
| 1     | Gilliam and Bisbee Building         | Gilliam and Bisbee Building         | 1. Juni 1990 ID-Nr. 90000840  | südöstliche Ecke der Kreuzung von Main St. und May St. 45° 21′ 11,6″ N, 119° 33′ 11,7″ W | Heppner  |                                           |
| 2     | Hardman IOOF Lodge Hall             | Hardman IOOF Lodge Hall             | 7. Aug. 2012 ID-Nr. 12000484  | 51186 Oregon Route 207 (Heppner–Spray Highway) 45° 10′ 9,6″ N, 119° 40′ 57,8″ W          | Hardman  | auch bekannt als Hardman Community Center |
| 3     | Heppner Hotel                       | Heppner Hotel                       | 29. Okt. 1982 ID-Nr. 82001511 | 124 N. Main St. 45° 21′ 15,7″ N, 119° 33′ 11,3″ W                                        | Heppner  | jetzt ein Altenzentrum                    |
| 4     | Morrow County Courthouse            | Morrow County Courthouse            | 28. Feb. 1985 ID-Nr. 85000366 | 100 Court St. 45° 21′ 12,3″ N, 119° 33′ 1,3″ W                                           | Heppner  |                                           |
| 5     | Oregon Trail, Wells Springs Segment | Oregon Trail, Wells Springs Segment | 13. Sep. 1978 ID-Nr. 78002305 | südlich von Boardman 45° 38′ 30″ N, 119° 41′ 13″ W                                       | Boardman |                                           |

## Anmerkung
1. ↑  Die Nummerierung in dieser Listenspalte ist an der vom National Park Service vorgelegten Reihenfolge der Einträge orientiert; die Farben unterscheiden verschiedene Schutzgebietstypen des Nationalparksystems mit landesweiter Bedeutung (z. B. National Historic Landmarks) von den sonstigen Einträgen im National Register of Historic Places.